# (36771) 2000 RD97
(36771) 2000 RD97 est un astéroïde aréocroiseur découvert en 2000.

## Description
(36771) 2000 RD97 a été découvert le 5 septembre 2000 à la Station Anderson Mesa, un des deux sites d'observation de l'observatoire Lowell en Arizona (États-Unis), par le programme Lowell Observatory Near-Earth-Object Search (LONEOS).

### Caractéristiques orbitales
L'orbite de cet astéroïde est caractérisée par un demi-grand axe de 1,86 ua, un périhélie de 1,60 ua, une excentricité de 0,14 et une inclinaison de 20,79° par rapport à l'écliptique. Du fait de ces caractéristiques, à savoir un demi-grand axe inférieur à 3,2 ua et un périhélie compris entre 1,3 et 1,666 ua, il croise l'orbite de Mars et est classé, selon la JPL Small-Body Database, comme astéroïde aréocroiseur (aréo venant de Arès).

### Caractéristiques physiques
(36771) 2000 RD97 a une magnitude absolue (H) de 14,7 et un albédo estimé à 0,067.